# Classement mondial de la Fédération internationale des échecs
Le classement mondial de la Fédération Internationale des échecs (FIDE) est publié tous les mois. La FIDE est l'organisme qui organise et gère les compétitions d'échecs au niveau mondial. Elle publie la liste des cent meilleurs joueurs (classements mixte et féminin) et des cent meilleurs jeunes (classements mixte et féminin). La FIDE utilise le système de classement Elo.

## Classement mixte
| Rang | Nom                   | Fédération  | Classement Elo | Né en |
| ---- | --------------------- | ----------- | -------------- | ----- |
| 1    | Magnus Carlsen        | Norvège     | 2 833          | 1990  |
| 2    | Hikaru Nakamura       | États-Unis  | 2 802          | 1987  |
| 3    | Gukesh D              | Inde        | 2 787          | 2006  |
| 4    | Fabiano Caruana       | États-Unis  | 2 783          | 1992  |
| 5    | Erigaisi Arjun        | Inde        | 2 777          | 2003  |
| 6    | Nodirbek Abdusattorov | Ouzbékistan | 2 773          | 2004  |
| 7    | Wei Yi                | Chine       | 2 760          | 1999  |
| 8    | R. Praggnanandhaa     | Inde        | 2 758          | 2005  |
| 9    | Alireza Firouzja      | France      | 2 757          | 2003  |
| 10   | Ian Nepomniachtchi    | Russie      | 2 753          | 1990  |

Source : (en) « Top 100 mixte », sur fide.com, 1er mars 2025

## Classement féminin
| Rang | Nom                     | Fédération | Classement Elo | Rang mondial (classement mixte) | Née en |
| ---- | ----------------------- | ---------- | -------------- | ------------------------------- | ------ |
| 1    | Hou Yifan               | Chine      | 2 633          | 105                             | 1994   |
| 2    | Ju Wenjun               | Chine      | 2 561          | 288                             | 1991   |
| 3    | Tan Zhongyi             | Chine      | 2 561          | 292                             | 1991   |
| 4    | Lei Tingjie             | Chine      | 2 552          | 330                             | 1997   |
| 5    | Aleksandra Goriatchkina | FIDE       | 2 546          | 362                             | 1998   |
| 6    | Humpy Koneru            | Inde       | 2 523          | 478                             | 1987   |
| 7    | Nana Dzagnidzé          | Géorgie    | 2 518          | 500                             | 1990   |
| 8    | Kateryna Lagno          | Russie     | 2 515          | 502                             | 1989   |
| 9    | Anna Mouzytchouk        | Ukraine    | 2 515          | 523                             | 1990   |
| 10   | Zhu Jiner               | Chine      | 2 514          | 533                             | 2002   |

Source : (en) « Top 100 femmes », sur fide.com, janvier 2025

Note : la colonne « Rang mondial » est le rang des joueurs hommes et femmes confondus.

## Meilleurs jeunes (classement mixte)
| Rang | Nom                       | Fédération  | Classement Elo | Né en | Rang mondial |
| ---- | ------------------------- | ----------- | -------------- | ----- | ------------ |
| 1    | Dommaraju Gukesh          | Inde        | 2 787          | 2006  | 3            |
| 2    | Rameshbabu Praggnanandhaa | Inde        | 2 758          | 2005  | 8            |
| 3    | Javokhir Sindarov         | Ouzbékistan | 2 707          | 2005  | 29           |
| 4    | Daniel Dardha             | Belgique    | 2 665          | 2005  | 58           |
| 5    | Raunak Sadhwani           | Inde        | 2 664          | 2005  | 59           |

Source : (en) Top100 Juniors, mars 2025 sur fide.com.

## Meilleures jeunes filles
| Rang | Nom            | Fédération | Classement Elo | Née en | Rang mondial féminin |
| ---- | -------------- | ---------- | -------------- | ------ | -------------------- |
| 1    | Divya Deshmukh | Inde       | 2 490          | 2005   | 14                   |
| 2    | Lu Miaoyi      | Chine      | 2 429          | 2010   | 28                   |
| 3    | Zsóka Gaál     | Hongrie    | 2 404          | 2007   | 41                   |
| 4    | Alice Lee      | États-Unis | 2 389          | 2009   | 59                   |
| 5    | Song Yuxin     | Chine      | 2 385          | 2005   | 62                   |

Source : (en) Top 100 Girls, janvier 2025 sur fide.com.

## Meilleures fédérations nationales
La FIDE publie deux classements par fédération : le premier selon la moyenne des 10 meilleurs joueurs (hommes et femmes) de chaque fédération, le second sur les 10 meilleures joueuses. Au 1er mars 2022, 154 fédérations sont ainsi classées dans la catégorie mixte et, au 1er juin 2022, 111 dans la catégorie féminine.
| Rang | Évolution | Fédération  | Moyenne |
| ---- | --------- | ----------- | ------- |
| 1    | Stable    | Russie      | 2728    |
| 2    | Stable    | États-Unis  | 2726    |
| 3    | Stable    | Chine       | 2698    |
| 4    | 1         | Inde        | 2671    |
| 5    | 1         | Ukraine     | 2669    |
| 6    | Stable    | Azerbaïdjan | 2651    |
| 7    | Stable    | France      | 2646    |
| 8    | 1         | Espagne     | 2637    |
| 9    | 1         | Arménie     | 2635    |
| 10   | 1         | Allemagne   | 2634    |
| 11   | 1         | Pologne     | 2631    |
| 12   | 4         | Hongrie     | 2629    |
| 13   | Stable    | Pays-Bas    | 2627    |
| 14   | Stable    | Tchéquie    | 2606    |
| 15   | 1         | Israël      | 2599    |
| 16   | 1         | Norvège     | 2584    |
| 17   | 2         | Angleterre  | 2583    |
| 18   | Stable    | Croatie     | 2577    |
| 19   | 1         | Argentine   | 2571    |
| 20   | 1         | Géorgie     | 2567    |

| Rang | Fédération  | Moyenne |
| ---- | ----------- | ------- |
| 1    | Chine       | 2 466   |
| 2    | Russie      | 2 464   |
| 3    | Géorgie     | 2 401   |
| 4    | Pologne     | 2 395   |
| 5    | Ukraine     | 2 385   |
| 6    | Inde        | 2 382   |
| 7    | France      | 2 354   |
| 8    | Allemagne   | 2 353   |
| 9    | États-Unis  | 2 352   |
| 10   | Hongrie     | 2 329   |
| 11   | Kazakhstan  | 2 328   |
| 12   | Azerbaïdjan | 2 311   |
| 13   | Serbie      | 2 299   |
| 14   | Bulgarie    | 2 298   |
| 15   | Pays-Bas    | 2 283   |
| 16   | Roumanie    | 2 268   |
| 17   | Espagne     | 2 266   |
| 18   | Arménie     | 2 262   |
| 19   | Cuba        | 2 256   |
| 20   | Israël      | 2 254   |